# 송영집
송영집(1942년 8월 16일 ~ )는 대한민국의 정치인이다.

## 경력
- 평창군 부군수
- 강원도의장발전연구회장
- 도의회지방분권특위 위원장
- 제6대 도의회 기획행정위원
- 강원도의정회 부회장